# 塞拉雷东达
塞拉雷东达是巴西帕拉伊巴州的一个市镇。总面积55.906平方公里，总人口7308人，人口密度130.7人/平方公里。